# Aleksander Kassaraba
Aleksander Kassaraba ps. „Kamień” – (ur. 12 sierpnia 1899 w Wólce Hamuleckiej k. Lwowa - zm. 3 listopada 1946 r. w Sosnowcu) – porucznik Armii Krajowej, założyciel i dowódca polskiej samoobrony we wsi Kościejów, członek „NIE” i WiN. 
Syn Jana i Anny. Jako ochotnik wstąpił do Wojska Polskiego, walcząc w wojnie polsko-bolszewickiej w 1920 r. W okresie II Rzeczypospolitej pełnił służbę w Straży Granicznej na Śląsku Cieszyńskim. Po wybuchu II wojny światowej przeszedł wraz ze swoją formacją szlak bojowy od Rybnika po Kresy Wschodnie. Aresztowany przez Sowietów, zbiegł z transportu, przedostając się do Lwowa. We wsi Kościejów założył własną organizację bojową „Samoobrona Wsi”, broniącą ludność polską przez atakami nacjonalistów ukraińskich z OUN-UPA. W 1943 r. podporządkował się dowództwu Armii Krajowej, otrzymując stanowisko zastępcą dowódcy 1. kompanii 19. Pułku Piechoty AK. W lipcu 1944 r. uczestniczył w Akcji „Burza”, walcząc o wyzwolenie Lwowa. Uniknął aresztowania przez NKWD, wyjechał na Śląsk Opolski, gdzie zamieszkał w Suchej Psinie. Z innymi mieszkańcami przybyłymi z Kościejowa  działał w organizacji „NIE” a następnie w WiN. Gromadził broń i amunicję, prowadził akcję wywiadowczą. 5 września 1946 r. został aresztowany wraz z kilkoma podwładnymi w Kietrzu przez połączane oddziały UB, KBW i MO. W czasie brutalnego śledztwa, połączonego z biciem i torturami, nikogo nie wydał. Mimo namów nie napisał prośby o ułaskawienie do Bolesława Bieruta. 24 października skazany na karę śmierci, wyrok wykonano w katowni UB w Sosnowcu. Ciała nie wydano rodzinie. 

## Upamiętnienie
18 maja 2019 r. odsłonięto tablicę pamiątkową na budynku dawnego więzienia UB przy ul. Ostrogórskiej 5a w Sosnowcu. Na tablicy oprócz nazwisk "Żołnierzy Wyklętych", zamordowanych w tym miejscu, umieszczone zostało także nazwisko Aleksandra Kassaraby.  

## Życie prywatne
Żonaty ze Stefanią, mieli dwie córki Wandę (1925) i Olgę (1935). Po jego śmierci władze komunistyczne  prześladowały rodzinę  przez kilkadziesiąt lat. 